# لزلی بون
لزلی بون (متولد ۲۵ فوریه ۱۹۶۸) تهیه‌کننده و بازیگر تلویزیون آمریکایی است که معروف‌ترین آثار او نقش مارلین گیلبرت در سری بیبز که یک کمدی موقعیت است و از شبکه تلویزیونی فاکس طی سال‌های ۱۹۹۰ تا ۱۹۹۱ پخش می‌شد و نقش مولی هادسون در سری تلویزیونی اد که در شبکه ان بی سی در سال‌های (۲۰۰۰–۲۰۰۴) پخش می‌شد و همچنین نقش رز رابرتز در سریال مأمور کارتر که از شبکه ای بی سی (۲۰۱۵–۲۰۱۶) پخش می‌شد است.

## زندگی شخصی
بون با تهیه‌کننده/کارگردان لری تنگ در سال ۲۰۰۵ ازدواج کرد؛ آن‌ها در مجموعه اد با هم آشنا شدند و در سال ۲۰۱۳ از هم طلاق گرفتند.

## فیلم‌شناسی
| سال  | عنوان                                 | نقش         | یادداشت |
| ---- | ------------------------------------- | ----------- | ------- |
| ۱۹۹۴ | حقه‌بازان شهر ۲: افسانه مو فرفری طلایی |             |         |
| ۱۹۹۵ | استوارت خانواده‌اش را نجات می‌دهد       | جودی اسمالی |         |
| ۱۹۹۸ | برای کریسمس خانه خواهم بود            | مارجری      |         |
| ۲۰۰۳ | جواهرات خانوادگی                      | اولین       |         |

 کدبانوهای وامانده
| سال       | عنوان                   | نقش                           | یادداشت                    |
| --------- | ----------------------- | ----------------------------- | -------------------------- |
| ۱۹۸۹      | هوپرمن                  | ۱ قسمت                        |                            |
| ۱۹۸۹      | قانون ال ای             | گرچن                          | ۱ قسمت                     |
| ۱۹۸۹      | Doogie Howser, M. D.    | ایوت                          | ۱ قسمت                     |
| ۱۹۹۰      | آقای کوشک               | دیانا                         | ۱ قسمت                     |
| ۱۹۸۹–۱۹۹۰ | دردهای در حال رشد       | Lesley بون / Lesley / دختر    | ۳ قسمت                     |
| ۱۹۹۰      | شکوه روز                | ۱ قسمت                        |                            |
| ۱۹۹۰–۱۹۹۱ | بئب                     | مارلین گیلبرت                 | بازیگران اصلی ۲۲ قسمت      |
| ۱۹۹۱      | Parker Lewis can't Lose | هریت گوزمان                   | ۱ قسمت                     |
| ۱۹۹۳      | خطر تئاتر               | جولی Conklin                  | ۱ قسمت                     |
| ۱۹۹۴      | این Mommies             | خریدار #۱                     | ۱ قسمت                     |
| ۱۹۹۵      | بال                     | وندی                          | ۱ قسمت                     |
| ۱۹۹۶      | بالا حادثه              | بث هاجر                       | قسمت ۴                     |
| ۲۰۰۰–۲۰۰۴ | اد                      | مولی هادسون                   | بازیگران اصلی قسمت ۸۳      |
| ۲۰۰۶      | متوسط                   | Pussy Creampie, ارگاسم، تألیف | ۱ قسمت                     |
| ۲۰۰۷      | Higglytown قهرمانان     | کامیون کمپرسی راننده قهرمان   | صدای قسمت ۱                |
| ۲۰۰۹      | لوسی بلکبرن             | قسمت ۲                        |                            |
| ۲۰۱۱      | متوسط                   | جاستین Godrich                | ۱ قسمت                     |
| ۲۰۱۲      | هاوایی فایو-زیرو        | مادلین                        | ۱ قسمت                     |
| ۲۰۱۵–۲۰۱۶ | مأمور کارتر             | رز رابرتز                     | تکراری بازیگران در ۱۰ قسمت |

## جایزه و نامزد
| سال  | انجمن                        | دسته                                       | سری | نتیجه    |
| ---- | ---------------------------- | ------------------------------------------ | --- | -------- |
| ۲۰۰۴ | انجمن فیلم و تلوریون آنلاینd | بهترین بازیگر نقش مکمل زن در یک سریال کمدی | اد  | نامزدشده |